# Strålning

Strålning (även radiation) är utsläpp eller överföring av energi i form av vågor eller partiklar genom rum eller genom ett materialmedium. De tre huvudsakliga formerna av strålning är elektromagnetisk strålning, partikelstrålning och gravitationsstrålning. 
Det förekommer även att ljudvågor betraktas som "akustisk strålning", men i det fallet medverkar mediet, och inga ljudvågor är möjliga i avsaknad av ett medium.

## Huvudsakliga former av strålning

### Elektromagnetisk strålning
Elektromagnetisk strålning är strålning i form av elektromagnetiska vågor, som består av ett elektriskt fält och ett magnetiskt fält. Exempel på elektromagnetisk strålning av olika våglängd är synligt ljus, mikrovågsstrålning, infraröd strålning, röntgenstrålning och gammastrålning.

### Partikelstrålning
Partikelstrålning är strålning i form av partiklar. Exempel på partikelstrålning är alfastrålning, betastrålning och neutronstrålning.

## Andra indelningar

### Typer av strålning efter sammansättning
- Alfastrålning
- Betastrålning
- Gammastrålning
- Neutronstrålning

### Typer av strålning efter källa
- Röntgenstrålning
- Ultraviolett strålning
- Infraröd strålning
- Värmestrålning